# Malampa
Malampa is een provincie van Vanuatu, bestaande uit een aantal eilanden in het midden van de archipel waaruit Vanuatu bestaat. De totale oppervlakte van de provincie is 2779 km²;  In de provincie woonden 36.727	personen in 2009. De bevolking groeide tussen 2009 en 2013 met waarschijnlijk 1,11% per jaar. De provinciale hoofdstad Lakatoro ligt aan de oostkant van het eiland Malakula.
De grootste eilanden zijn Malakula, Ambrym en Paama; de naam van de provincie is afgeleid van de eerste letters van deze eilanden. Naast deze drie eilanden behoren er vele kleine eilandjes tot de provincie, waaronder Uripiv, Norsup, Rano, Wala, Atchin en Vao. Ook het onbewoonde vulkanische eiland Lopevi valt onder Malampa.

## Bevolking
| Name             | Aantal inwoners | Oppervlakte in km2 |
| ---------------- | --------------- | ------------------ |
| Malakula         | 22.902          | 2041               |
| Ambrym           | 7.275           | 678                |
| Overige eilanden | 6.550           | 60(?)              |

(Gegevens volgens een volkstelling uit 2009.)
Malampa · Penama · Sanma · Shefa · Tafea · Torba